# Jonesville (Virginie)
Pour les articles homonymes, voir Jonesville.
La ville américaine de Jonesville est le siège du comté de Lee, dans l’État de Virginie. Lors du recensement de 2000, sa population s’élevait à 995 habitants.

## Source
- (en) Cet article est partiellement ou en totalité issu de l’article de Wikipédia en anglais intitulé « Jonesville, Virginia » (voir la liste des auteurs).